# Peurovaara
Peurovaara är kullar i Finland.   De ligger i landskapet Kajanaland, i den östra delen av landet, 500 km nordost om huvudstaden Helsingfors. Peurovaara ligger vid sjön Viiksimonjärvi.